# Bonaventura Vaquer
Bonaventura Vaquer (Perpinyà, 1753 - París, 19 de juny del 1794) va ser alcalde de Perpinyà (1792-1793) a l'època de la Revolució Francesa; jutjat, morí guillotinat.
Succeí en l'alcaldia perpinyanenca Francesc Xavier de Llucià el 3 de desembre del 1792, i es mantingué en el càrrec fins al 27 d'octubre del 1793, quan el reemplaçà Valeri Parizot. Com a alcalde de Perpinyà publicà el fullet  Adresse à mes concitoyens. L'an Ier de la République française.  (Narbonne: impr. de Decampe, 1793). Denunciat el 27 d'octubre del 1793, un decret el revocà del càrrec, juntament amb Francesc Xavier Llucià, Etienne Sérane, Josep Fabre, 10 altres administradors i sis metges de l'Exèrcit dels Pirineus Orientals. Vaquer va presentar un escrit d'exculpació dirigit al Comitè de Salut Pública, que feu imprimir l'1 de novembre, sense efecte. Sérane, Fabre i Vaquer van ser jutjats el 19 de juny del 1794 (1 Messidor an II) amb l'argument que havien sigut "enviats pel representant del poble davant l'exèrcit dels Pirineus Orientals" acusant-los de ser "agents de Birotteau" (associant-los així a un polític que havia estat guillotinat per traïdor l'octubre anterior). Condemnats a mort per contra-revolucionaris, foren ràpidament executats.
La seva tomba és al parisenc cementiri de Picpus, on foren enterrats els guillotinats entre el 13 de juny i el 27 de juliol del 1794.